# Stromatopelma satanas
Stromatopelma satanas là một loài nhện trong họ Theraphosidae.
Loài này thuộc chi Stromatopelma. Stromatopelma satanas được Lucien Berland miêu tả năm 1917.